# Réserves de biosphère en Italie
L'Italie possède 21 réserves de biosphère (en italien : riserve della Biosfera) reconnues par l'Unesco dans le cadre du programme sur l'homme et la biosphère.
Le réseau de biosphère des réserves italien appartient à l'Euromab. Il est géré par le Ministère de l'environnement et de la protection du territoire et de la mer.
L'Italie possède deux réserves de biosphère transfrontières avec ses pays voisins, la réserve de biosphère du Mont Viso avec la France et celle des Alpes Juliennes avec la Slovénie.

## Liste
| #  | Réserve de biosphère                                             | Région                  | Année | Surface totale (ha) | Modification                         | Illustration |
| -- | ---------------------------------------------------------------- | ----------------------- | ----- | ------------------- | ------------------------------------ | ------------ |
| 1  | Réserve de biosphère de Collemeluccio-Montedimezzo               | Molise                  | 1977  | 25 268              |                                      |              |
| 2  | Réserve de biosphère du Circé                                    | Latium                  | 1977  | 8 760               |                                      |              |
| 3  | Réserve de biosphère de Miramare (en)                            | Frioul-Vénétie Julienne | 1979  | 3 060               |                                      |              |
| 4  | Réserve de biosphère du Cilento et du Val de Diano               | Campanie                | 1997  | 395 503             |                                      |              |
| 5  | Réserve de biosphère du sommet du Vésuve et du Miglio d'oro      | Campanie                | 1997  | 13 550              |                                      |              |
| 6  | Réserve de biosphère du Tessin - Val Grande Verbano              | Lombardie               | 2002  | 151 596,9           | étendue en 2018                      |              |
| 7  | Réserve de biosphère de l'archipel toscan                        | Toscane                 | 2003  | 94 590              |                                      |              |
| 8  | Réserve de biosphère des forêts côtières de Toscane              | Toscane                 | 2004  | 43 132,56           |                                      |              |
| 9  | Réserve de biosphère transfrontière du Mont Viso (France/Italie) | Piémont                 | 2013  | 293 916,7           |                                      |              |
| 10 | Réserve de biosphère de la Sila                                  | Calabre                 | 2014  | 357 294             |                                      |              |
| 11 | Réserve de biosphère de l’Apennin toscano-émilien                | Toscane                 | 2015  | 498 613             | étendue en 2021                      |              |
| 12 | Réserve de biosphère des Alpes Ledro et Judicaria                | Trentin-Haut-Adige      | 2015  | 47 427              |                                      |              |
| 13 | Réserve de biosphère du delta du Pô                              | Vénétie                 | 2015  | 139 398             |                                      |              |
| 14 | Réserve de biosphère de la Colline Pô                            | Piémont                 | 2016  | 171 234             |                                      |              |
| 15 | Réserve de biosphère de Tepilora, Rio Posada et Montalbo         | Sardaigne               | 2017  | 140 495             |                                      |              |
| 16 | Réserve de biosphère de Valle Camonica - Alto Sebino             | Lombardie               | 2018  | 135 565             |                                      |              |
| 17 | Réserve de biosphère du Mont Peglia                              | Ombrie                  | 2018  | 42 342              |                                      |              |
| 18 | Réserve de biosphère des Alpes juliennes (Slovénie/Italie)       | Frioul-Vénétie Julienne | 2019  | 71 451              | fusionnée avec la RB slovène en 2024 |              |
| 19 | Réserve de biosphère du Grand Pô                                 | Émilie-Romagne          | 2019  | 2 866               |                                      |              |
| 20 | Réserve de biosphère du Monte Grappa                             | Vénétie                 | 2021  | 66 067,30           |                                      |              |
| 21 | Réserve de biosphère des Monts Euganéens                         | Vénétie                 | 2024  | 34 090,00           |                                      |              |